# Gé Franken

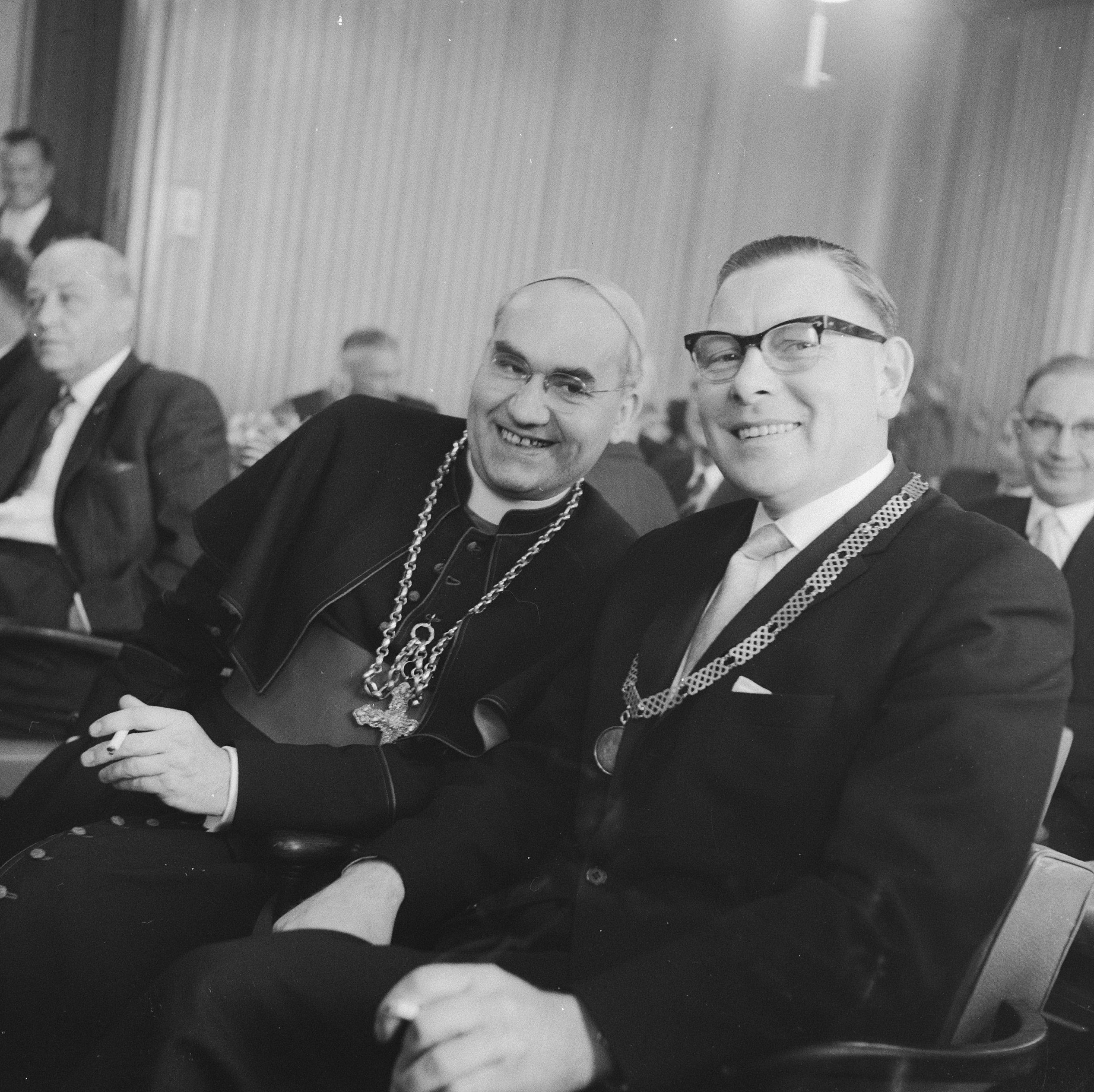
Bisschop J.A.E. van Dodewaard en burgemeester G.J.D. Franken (1961)

Gerrit Johan Daniël (Gé/Gerrit) Franken (Deventer, 6 augustus 1920 – Zaanstad, 24 september 1994) was een Nederlands politicus van de PvdA en bestuurder.
Na de hogere handelsschool volgde hij een studie aan het Instituut voor Bestuurswetenschappen. In 1939 begon hij zijn ambtelijke carrière als volontair bij de gemeentesecretarie van Gorssel. Drie jaar later volgde daar zijn aanstelling als waarnemend gemeente-ontvanger en in 1943 werd hij adjunct-commies bij de gemeente Apeldoorn. Naast zijn werk nam hij via de TD-groep deel aan het verzet. Na de bevrijding zat Franken als officier voor bijzondere diensten bij de staf van Prins Bernhard en begin 1946 werd hij adjunct-commies bij de afdeling openbare orde en veiligheid van het ministerie van Binnenlandse Zaken. Een jaar later maakte hij de overstap naar het ministerie van Buitenlandse Zaken maar in 1950 keerde hij weer terug naar Binnenlandse Zaken als hoofd van het bureau Bescherming Bevolking. In 1958 volgde zijn benoeming tot burgemeester van Zaandam. Na ruim zeven jaar burgemeesterschap stapte hij over naar het bedrijfsleven en werd hij directeur bij de Bruynzeel fabrieken. Franken overleed in 1994 op 74-jarige leeftijd.